# Eisbach (Wulka)
Der Eisbach (kroat. Hordeg) zählt neben Marzer-, Hirmer- und Nodbach zu den großen Zubringerbächen zur Wulka. Seine Quellbäche entfließen im Raum Müllendorf dem Leithagebirge, wo sie sich zunächst zum Großen Bach sammeln. Dieser trägt etwa ab Erreichen des Eisenstädter Hottergebietes die Bezeichnung Eisbach. Der Bach erreicht nach einer Gesamtlänge von rund 18 km bei Schützen am Gebirge die Wulka.